# Блејкли (Џорџија)
Блејкли (Џорџија) (енгл. Blakely) град је у америчкој савезној држави Џорџија. По попису становништва из 2010. у њему је живело 5.068 становника.

## Демографија
Према попису становништва из 2010. у граду је живело 5.068 становника, што је 628 (11,0%) становника мање него 2000. године.
| Група             | 2000.         | 2010.         |
| Белци             | 2.155 (37,8%) | 1.658 (32,7%) |
| Афроамериканци    | 3.416 (60,0%) | 3.252 (64,2%) |
| Азијати           | 18 (0,3%)     | 26 (0,5%)     |
| Хиспаноамериканци | 88 (1,5%)     | 102 (2,0%)    |
| Укупно            | 5.696         | 5.068         |